# The Massacre (álbum de 50 Cent)
The Massacre é o quarto álbum de estúdio do rapper 50 Cent. Lançado em 3 de março de 2005, contou com a produção de Eminem e Dr. Dre, Scott Storch, Sha Money XL e entre outros. "I'm Supposed to Die Tonight", "Gatman and Robbin", "Candy Shop", "A Baltimore Love Thing" e "Disco Inferno" são alguns dos destaques do álbum. O disco conta com participações de Eminem, Membros do G-Unit e Jamie Foxx.

## Perfomance Comercial
Com lançamento no meio da semana de vendas, The Massacre vendeu 1,15 milhão de cópias nos primeiros quatro dias de lançamento, tornando-se a sexta maior semana de abertura de um álbum na época desde que a Nielsen SoundScan começou a monitorar as vendas em 1991. Esta é a segunda maior semana de abertura de um álbum de hip hop, atrás do The Marshall Mathers LP de Eminem (2000), que vendeu 1,76 milhão de cópias em sua primeira semana. 
The Massacre atingiu 3 milhões de unidades vendidas. Em fevereiro de 2020, The Massacre foi certificado seis vezes platina por vendas combinadas e unidades equivalentes a álbuns de pelo menos seis milhões de cópias nos Estados Unidos. Vendeu mais de onze milhões de cópias em todo o mundo.
Em 2005, The Massacre foi classificado como o álbum número um do ano na Billboard 200.

## Lista de faixas
| N.º | Título                                                                                  | Compositor(es) | Produtor(es)           | Duração |  |
| 1.  | "Intro"                                                                                 | |                        | 0:41    |  |
| 2.  | "In My Hood"                                                                            | |                        | 3:51    |  |
| 3.  | "This Is 50"                                                                            | |                        | 3:04    |  |
| 4.  | "I'm Supposed to Die Tonight"                                                           | | Eminem                 | 3:51    |  |
| 5.  | "Piggy Bank"                                                                            | | Needlz                 | 4:15    |  |
| 6.  | "Gatman and Robbin'" (com Eminem)                                                       | | Eminem                 | 3:46    |  |
| 7.  | "Candy Shop" (com Olivia)                                                               | | Scott Storch           | 3:29    |  |
| 8.  | "Outta Control"                                                                         | | Dr. Dre, Mike Elizondo | 3:21    |  |
| 9.  | "Get in My Car"                                                                         | | Hi-Tek                 | 4:05    |  |
| 10. | "Ski Mask Way"                                                                          | |                        | 3:05    |  |
| 11. | "A Baltimore Love Thing"                                                                | |                        | 4:17    |  |
| 12. | "Ryder Music"                                                                           | |                        | 3:51    |  |
| 13. | "Disco Inferno"                                                                         | | C. Styles & Bang Out   | 3:34    |  |
| 14. | "Just a Lil Bit"                                                                        | Storch | Scott Storch           | 3:57    |  |
| 15. | "Gunz Come Out"                                                                         | Young, Elizondo | Dr. Dre, Mike Elizondo | 4:24    |  |
| 16. | "My Toy Soldier" (com Tony Yayo)                                                        | Resto, Steve King, Marvin Bernard, Mathers | Eminem                 | 3:44    |  |
| 17. | "Position of Power"                                                                     | Jonathan Rotem | J. R. Rotem            | 3:12    |  |
| 18. | "Build You Up" (com Jamie Foxx)                                                         | Storch | Scott Storch           | 2:55    |  |
| 19. | "God Gave Me Style"                                                                     | Cain, Leonard Caston, Tom McFadden | Needlz                 | 3:01    |  |
| 20. | "So Amazing" (com Olivia)                                                               | Rotem, J. Lopez | J. R. Rotem            | 3:16    |  |
| 21. | "I Don't Need 'Em"                                                                      | Anthony Best | Buckwild               | 3:20    |  |
| 22. | "Hate It or Love It (G-Unit Remix)" (com The Game, Tony Yayo, Young Buck & Lloyd Banks) | Norman Harris, Allan Felder, Jayceon Taylor, Andre Lyon, Marcello Valenzano, Ronnie Baker, Marvin Bernard, David Darnell Brown, Christopher Lloyd | Cool & Dre             | 5:23    |  |